# 酸化チタン(III)
酸化チタン(III)とは、化学式Ti2O3で表される無機化合物である。常温常圧では、黒色の半導性の固体として存在する。1600 ℃でチタン金属を使用して、二酸化チタンを還元することで調製される。
Al2O3（コランダム）構造をとる。酸化剤と反応する。約200 °Cで半導性から金属導電性に移行する。非常にまれな鉱物チスタライトとして自然に発生する。
他の酸化チタン(III)にはLiTi2O4及びLiTiO2が含まれる。